# ボレアース宗谷
ボレアース宗谷（ボレアースそうや）は、ハートランドフェリーが運航しているフェリー。船名はギリシア神話の北風の神ボレアースに由来する。

## 概要
内海造船瀬戸田工場で建造され、2003年5月に就航した。ハートランドフェリーへの社名変更後は、「H」をかたどった社章をベースにした濃藍の基本色にナナカマドをイメージした赤色の塗装に変更。

### 航路
利尻・礼文航路
- 稚内港 - 鴛泊港（利尻島）・香深港（礼文島）
- 鴛泊港 - 香深港
- 沓形港（利尻島） - 香深港（6月-9月のみ季節運航）

サイプリア宗谷、アマポーラ宗谷と本船の3隻で運航する。

## 設計
フィルイーズ宗谷の設計を基に、船舶構造規則の改正への対応と、バリアフリー機能の強化などを行った準同型船で、高齢者、身体障害者等の公共交通機関を利用した移動の円滑化の促進に関する法律（交通バリアフリー法）に基づいて作成された鉄道・運輸機構の旅客船バリアフリー設計マニュアルに準拠したバリアフリー高度化船である。通常の船内設備に加えて、高齢者や身障者に対応した客室、多機能トイレ、車いす対応エレベーターなどのバリアフリー設備を備える。

## 船内

### 船室
- 特別室（1室）
- 一等 - ラウンジ席、和室（1室）
- 二等 - イス席、座敷席、優先席（バリアフリー対応）

### 設備
- 案内所
- 売店

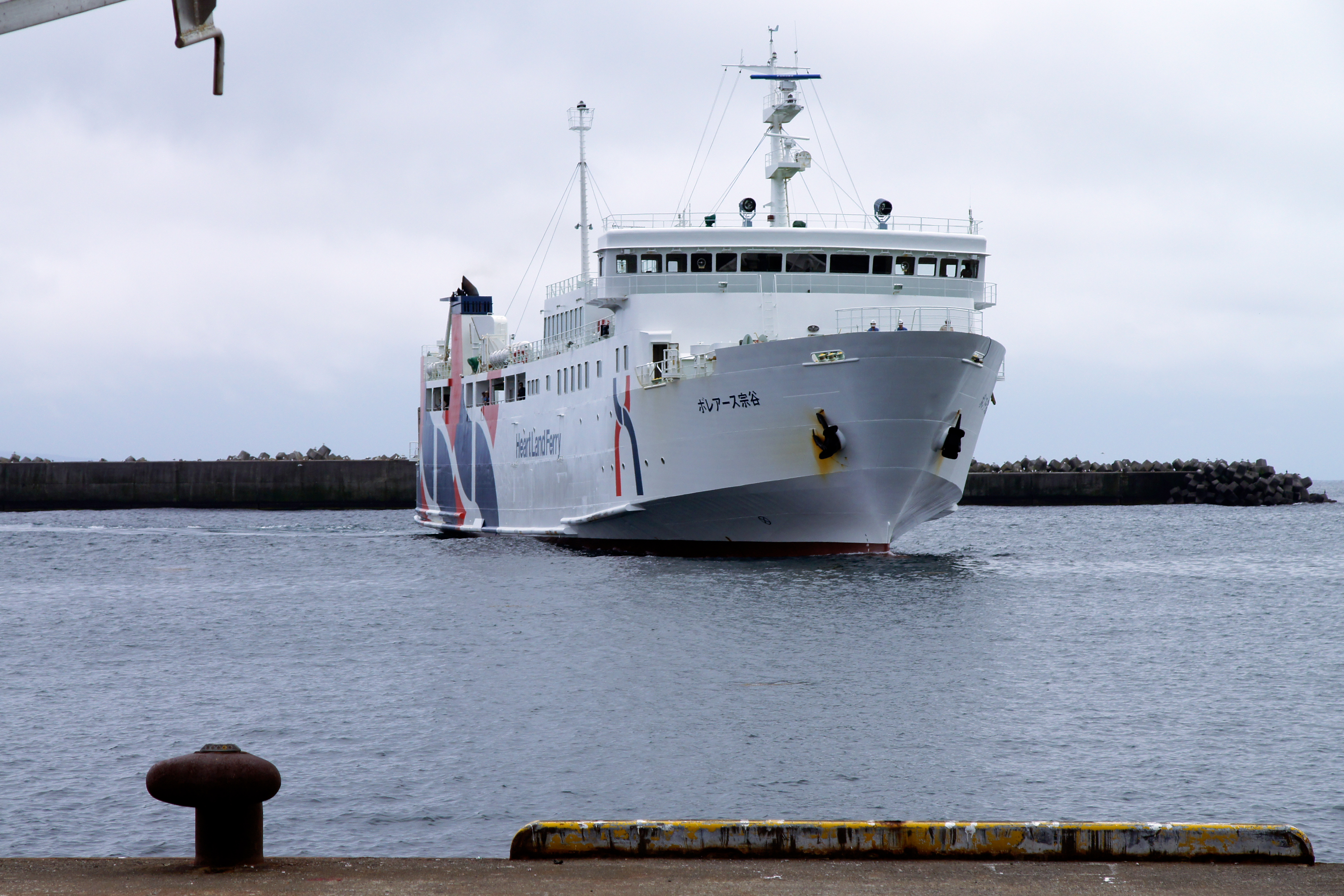
香深港への着岸
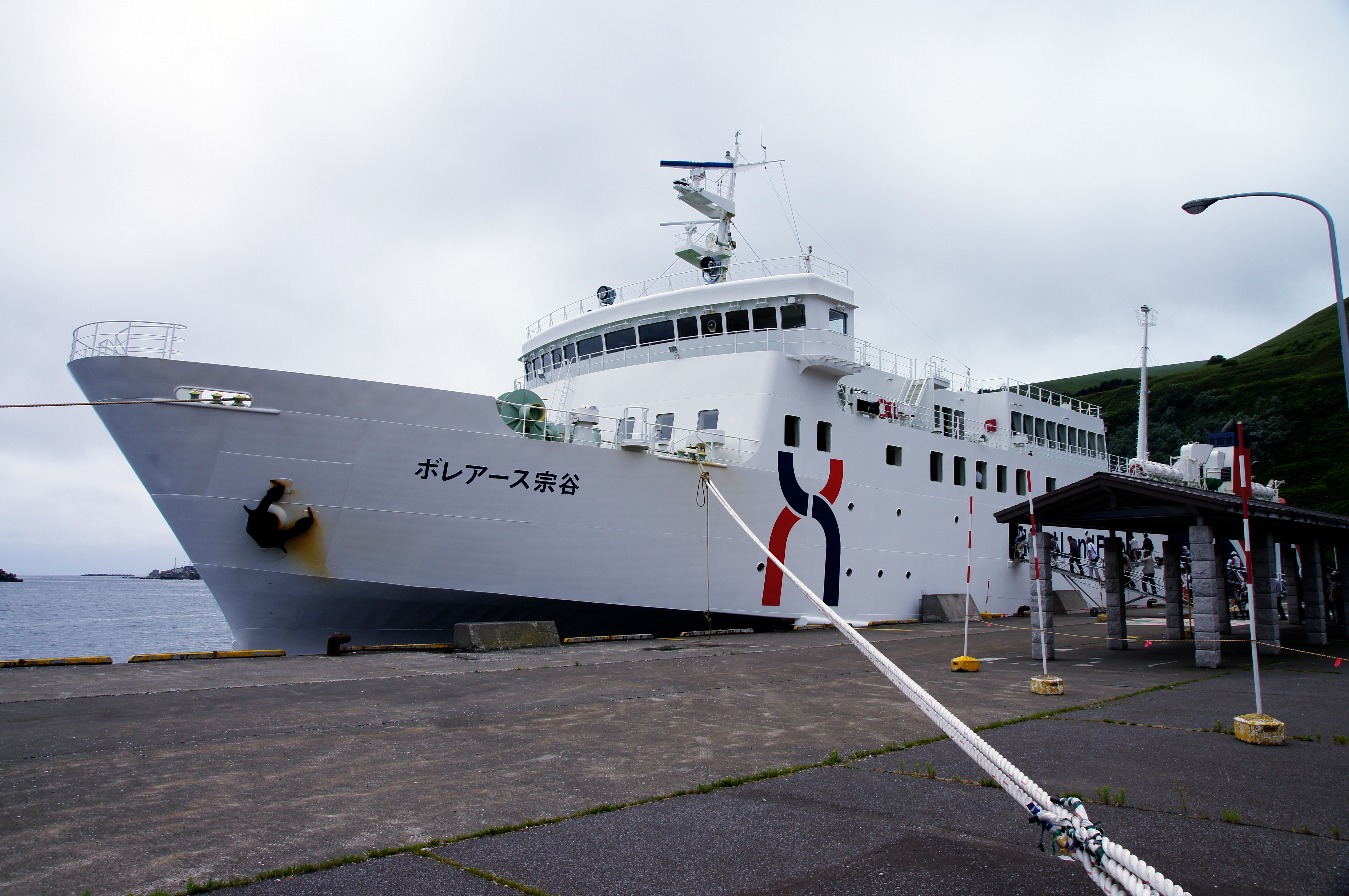
香深港に接岸中
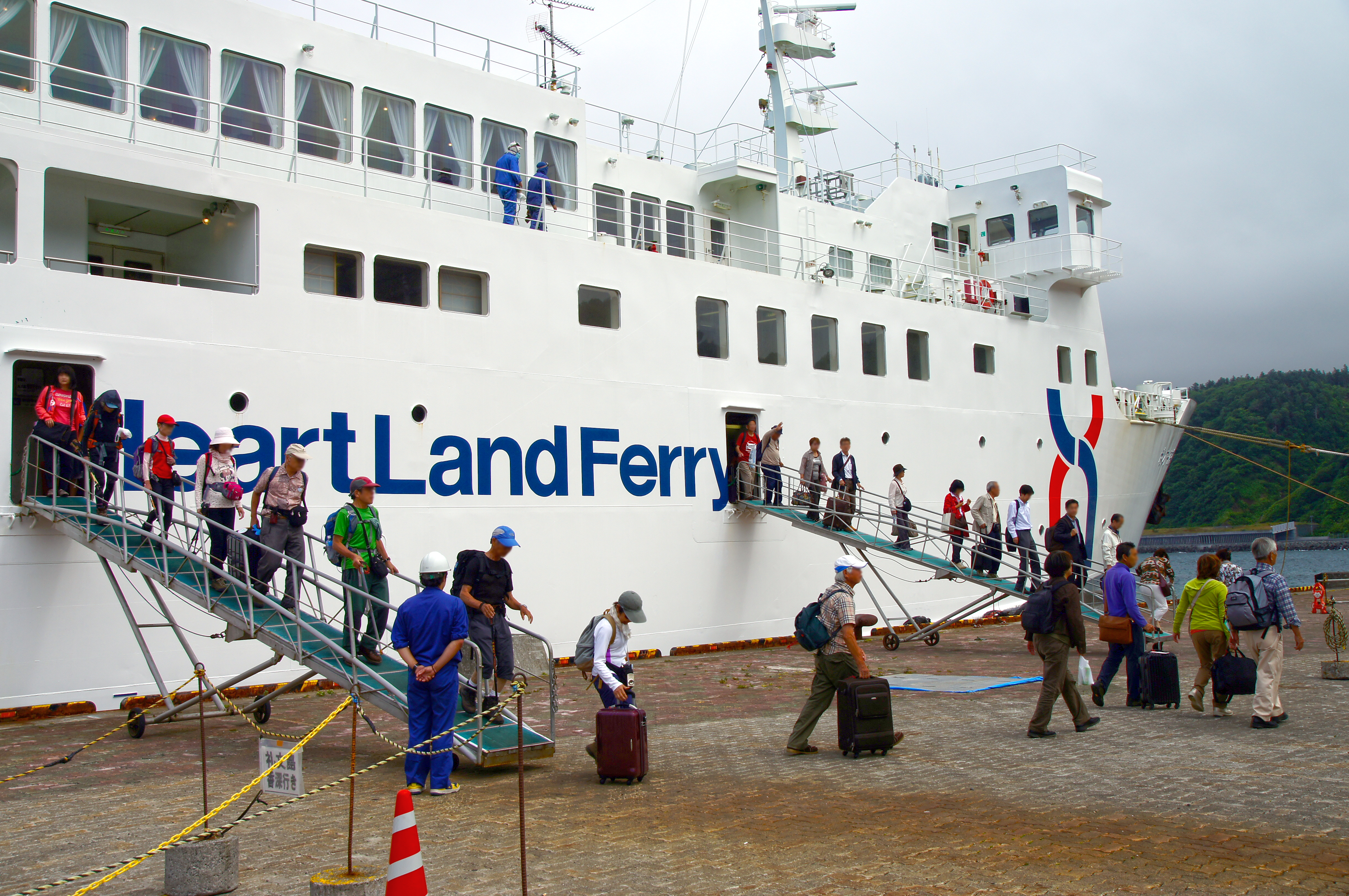
鴛泊港での乗下船
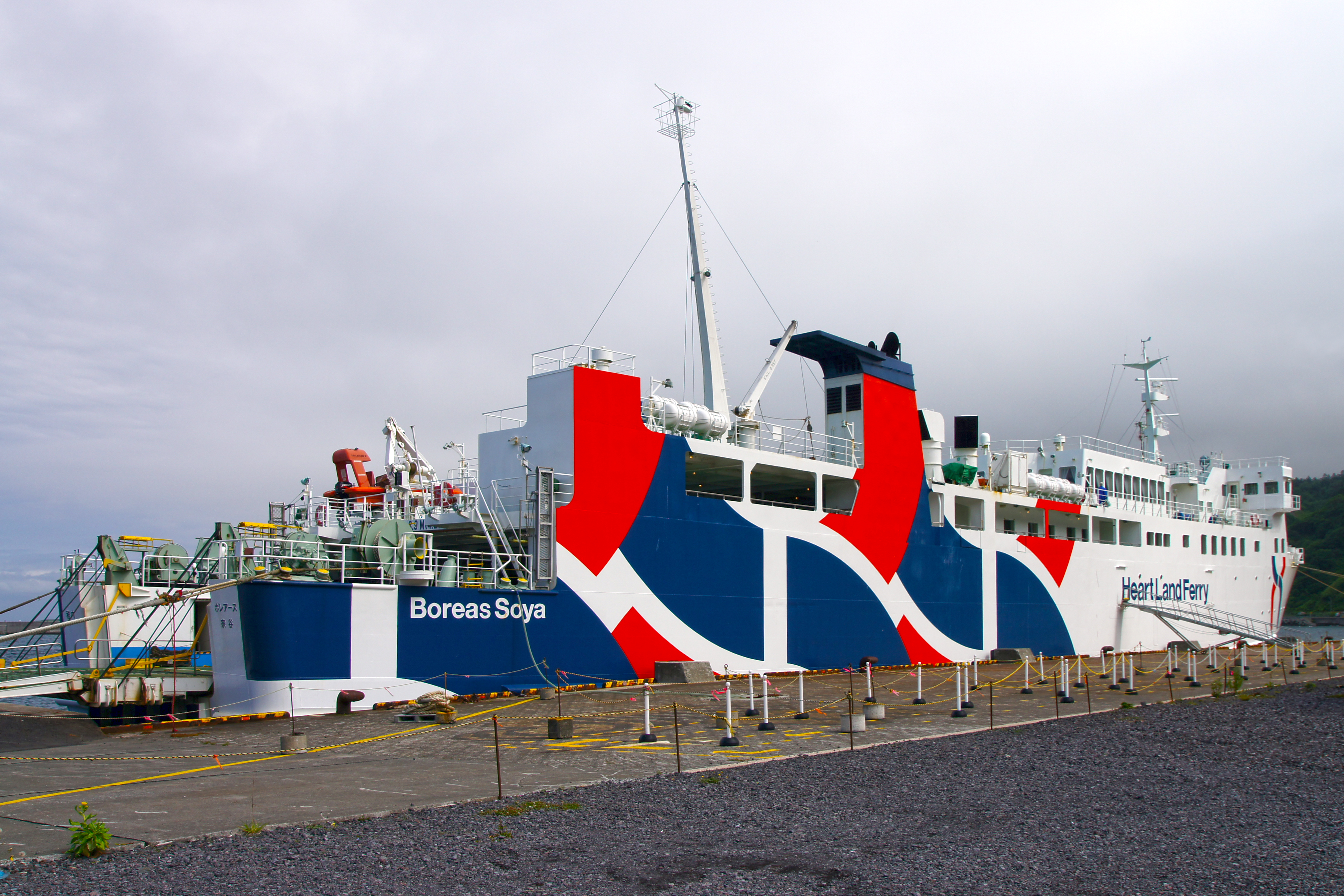
鴛泊港に接岸中
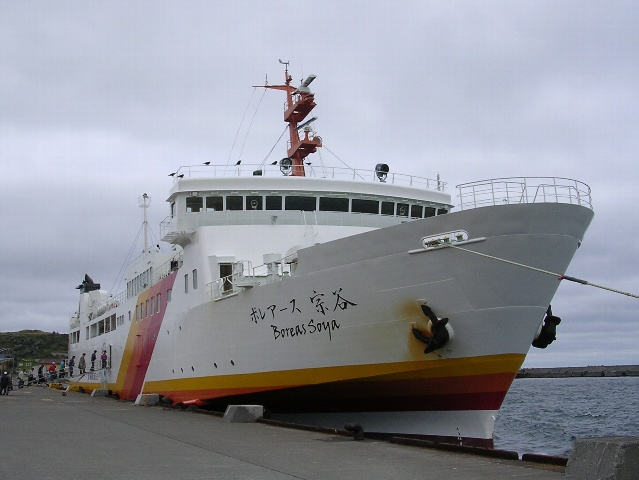
旧塗装
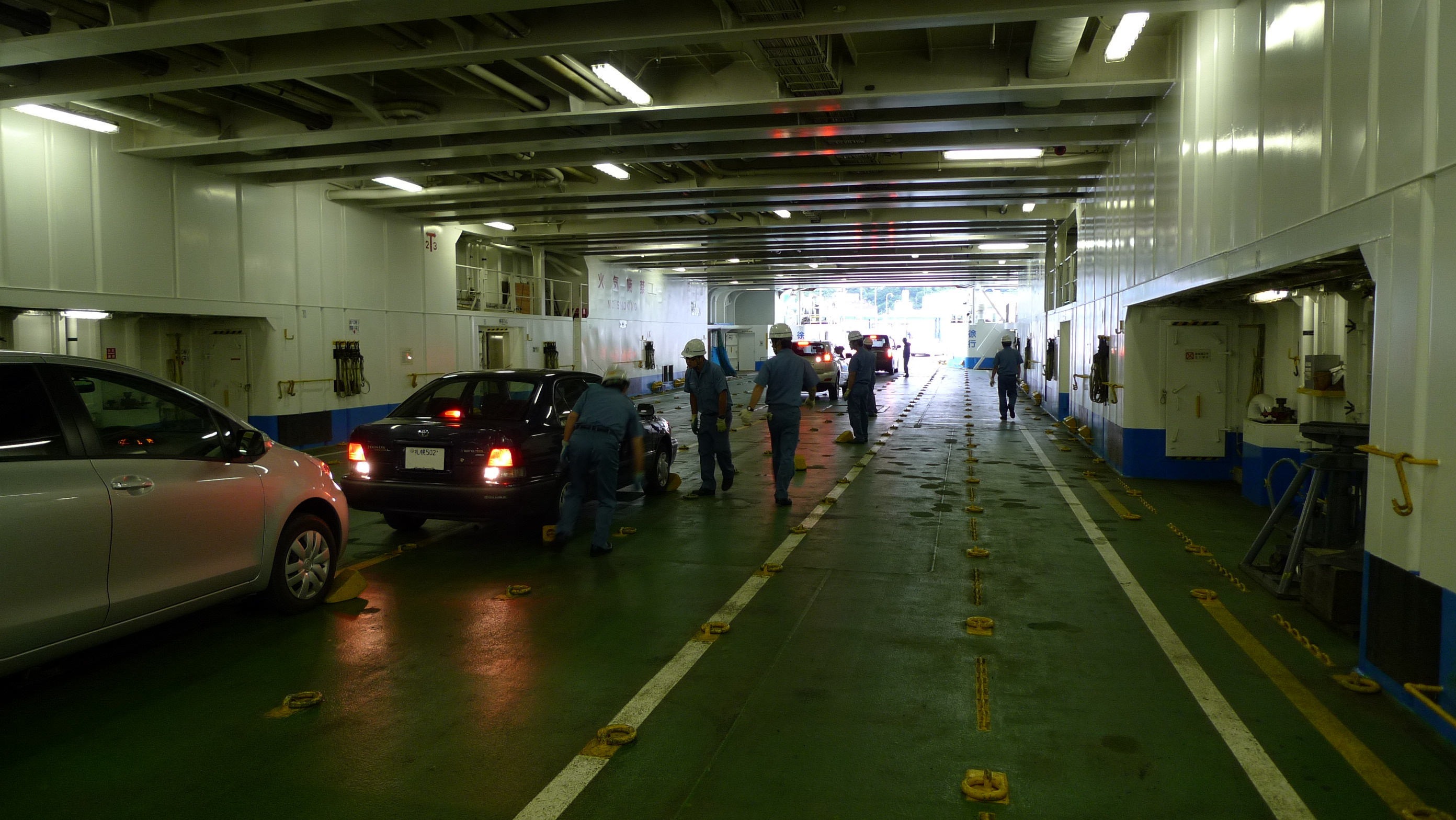
車輌甲板